# Ячейское сельское поселение
Яче́йское сельское поселение — муниципальное образование в Эртильском районе Воронежской области.
Административный центр — село Ячейка.

## Население
| 2000 | 2010 | 2012 | 2013 | 2014 | 2015 | 2016 |
| ---- | ---- | ---- | ---- | ---- | ---- | ---- |
| 758  | ↘575 | ↘566 | ↗578 | ↘563 | ↗573 | ↘570 |
| 2017 | 2018 |      |      |      |      |      |
| ↗583 | ↗584 |      |      |      |      |      |

## Административное деление
В состав поселения входят населённые пункты (в скобках — количество жителей):
- Виноградовка (посёлок) — 0[11]
- Голевка (посёлок) — 30[4]
- Студёновка (посёлок) — 16[4]
- Ячейка (село, административный центр) — 525[4]